# Diócesis de Maradi
La diócesis de Maradi (en latín: Dioecesis Maradensis y en francés: Diocèse de Maradi) es una circunscripción eclesiástica de la Iglesia católica en Níger. Se trata de una diócesis latina, sufragánea de la arquidiócesis de Niamey. Desde el 13 de marzo de 2001 su obispo es Ambroise Ouédraogo.

## Territorio y organización
La diócesis tiene 1 065 560 km² y extiende su jurisdicción sobre los fieles católicos de rito latino residentes en las regiones de: Agadez, Diffa, Zinder, Maradi y Tahoua.
La sede de la diócesis se encuentra en la ciudad de Maradi, en donde se halla la Catedral de Nuestra Señora de Lourdes.
En 2021 en la diócesis existían 7 parroquias.

## Historia
La diócesis fue erigida el 13 de marzo de 2001 con la bula Summa diligentia del papa Juan Pablo II, obteniendo el territorio de la diócesis de Niamey (hoy arquidiócesis).
Inicialmente inmediatamente sujeta a la Santa Sede, el 25 de junio de 2007 pasó a formar parte de la provincia eclesiástica de la arquidiócesis de Niamey.
En enero de 2015 la Iglesia católica tuvo que interrumpir toda su actividad en Níger, incluyendo las misas y las actividades escolares, como consecuencia de las protestas islamistas contra el semanario Charlie Hebdo. Numerosos templos católicos fueron destruidos y la catedral tuvo que ser custodiada por la policía.

## Estadísticas
Según el Anuario Pontificio 2022 la diócesis tenía a fines de 2021 un total de 1830 fieles bautizados.
| Año                                                                             | Población            | Población  | Población      | Sacerdotes | Sacerdotes    | Sacerdotes    | Bautizados por sacerdote | Diáconos permanentes | Religiosos | Religiosos | Parroquias |
| Año                                                                             | Bautizados católicos | Total      | % de católicos | Total      | Clero secular | Clero regular | Bautizados por sacerdote | Diáconos permanentes | Varones    | Mujeres    | Parroquias |
| ------------------------------------------------------------------------------- | -------------------- | ---------- | -------------- | ---------- | ------------- | ------------- | ------------------------ | -------------------- | ---------- | ---------- | ---------- |
| 2001                                                                            | 1500                 | 6 000      | 0.0            | 18         | 2             | 16            | 83                       |                      | 16         | 40         | 8          |
| 2002                                                                            | 1000                 | 5 959 000  | 0.0            | 15         | 3             | 12            | 66                       |                      | 15         | 34         | 6          |
| 2003                                                                            | 1054                 | 5 959 000  | 0.0            | 16         | 4             | 12            | 65                       |                      | 14         | 38         | 6          |
| 2004                                                                            | 1031                 | 6 000      | 0.0            | 15         | 4             | 11            | 68                       |                      | 14         | 36         | 7          |
| 2007                                                                            | 1150                 | 6 443 000  | 0.0            | 17         | 4             | 13            | 67                       |                      | 17         | 37         | 7          |
| 2013                                                                            | 1541                 | 7 333 000  | 0.0            | 17         | 5             | 12            | 90                       |                      | 16         | 29         | 7          |
| 2016                                                                            | 1600                 | 11 604 335 | 0.0            | 14         | 5             | 9             | 114                      |                      | 11         | 19         | 6          |
| 2019                                                                            | 1725                 | 13 003 775 | 0.0            | 23         | 21            | 2             | 75                       |                      | 5          | 23         | 7          |
| 2021                                                                            | 1830                 | 13 802 835 | 0.0            | 23         | 21            | 2             | 79                       |                      | 7          | 23         | 7          |
| Fuente: Catholic-Hierarchy, que a su vez toma los datos del Anuario Pontificio. |                      |            |                |            |               |               |                          |                      |            |            |            |

## Episcopologio
- Ambroise Ouédraogo, desde el 13 de marzo de 2001